# Vojaški zrakoplov
Vojaški zrakoplovi so vsi zrakoplovi, ki so uporabljeni v bojne namene in/ali oboroženi.

## Delitev vojaških zrakoplovov
- vojaško letalo
- vojaški baloni in cepelini
- vojaški helikopterji